# Zeta Herculis

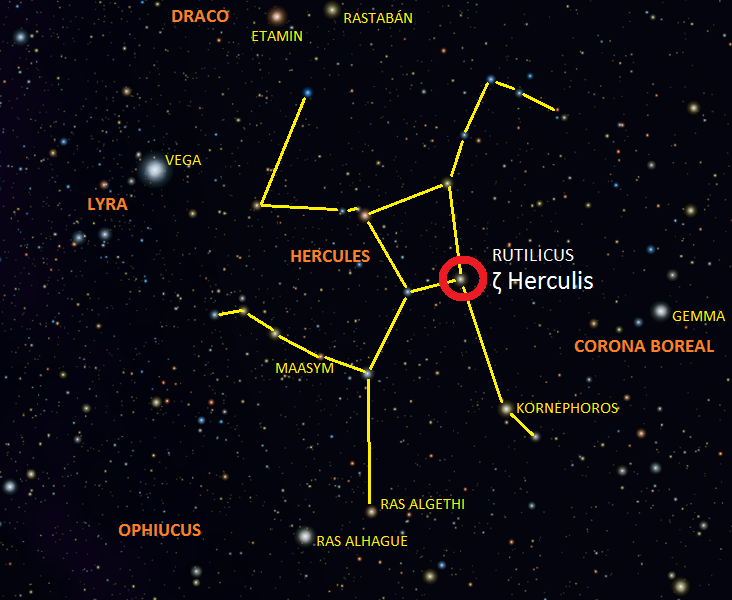
Mapa de localización de Zeta Herculis en su constelación

Zeta Herculis (ζ Her / 40 Herculis / HD 150680) es la segunda estrella más brillante en la constelación de Hércules con magnitud aparente +2,89. A veces recibe el nombre de Rutilicus, que también se utiliza para designar a Kornephoros (β Herculis).
Zeta Herculis es una estrella binaria relativamente cercana a la Tierra, a solo 35 años luz de distancia. La estrella principal, Zeta Herculis A (GJ 635 A), es una estrella amarilla de tipo espectral G0IV y 5780 K de temperatura, que está abandonando la secuencia principal para convertirse en una estrella gigante. En consecuencia, aunque de tipo espectral similar al Sol, es 6 veces más luminosa que este y su diámetro es 2,5 veces mayor.
La otra componente del sistema, Zeta Herculis B (GJ 635 B), está separada una media de 15 UA y emplea 34,5 años en completar una órbita en torno a la estrella principal. Es una enana amarilla algo más pequeña y fría que el Sol, siendo su tipo espectral G7V. La excentricidad de la órbita hace que la separación entre las dos estrellas varíe entre 8 y 21 UA.
El sistema forma parte de la Asociación estelar de Zeta Herculis, estrellas con un origen común y con un movimiento similar por el espacio. Este grupo incluye a φ2 Pavonis, ζ Reticuli, 1 Hydrae, Gliese 456, Gliese 678 y Gliese 9079.